# Lasioglossum panagaeum
Lasioglossum panagaeum är en biart som beskrevs av Ebmer 1978. Lasioglossum panagaeum ingår i släktet smalbin, och familjen vägbin. Inga underarter finns listade i Catalogue of Life.